# Roberto Manzoni
Roberto Manzoni (São Paulo, 30 de junho de 1949 – São Paulo, 10 de novembro de 2023), também conhecido como Magrão, foi um diretor de televisão, compositor, produtor musical, apresentador e político brasileiro. Notabilizou-se por ter dirigido programas exibidos pelo SBT, em especial os apresentados por Gugu Liberato.

## Biografia e carreira

### Início de vida
Natural da capital paulista, Roberto nasceu em 30 de junho de 1949.

### Começo na televisão
Manzoni começou a sua carreira na década de 1970, dirigindo o Domingo no Parque, apresentado por Silvio Santos. A partir da década de 1980, passou a trabalhar ao lado de Gugu Liberato, em atrações como Viva a Noite e, posteriormente nos anos 1990, o Domingo Legal.

### Domingo Legal
Em seu período no Domingo Legal, Manzoni ajudou o programa a liderar a audiência nos domingos, acumulando vitórias sobre o Domingão do Faustão, da TV Globo. Em uma entrevista à Folha de S.Paulo em 2000, ele explica que o segredo não era oferecer um simples programa, mas "uma programação", tendo uma estratégia para vencer o Planeta Xuxa e o Megatom (humorístico apresentado por Tom Cavalcante), com brincadeiras e gincanas, e outra para derrotar a atração comandada por Fausto Silva, levando ao ar reportagens.
Manzoni deixou a direção do Domingo Legal em 5 de setembro de 2003, insatisfeito com a mudança de rumos do programa. Na época, o SBT teve que cortar atrações mais apelativas da atração, como os ensaios sensuais, devido a pressões vindas de uma campanha intitulada "Quem Financia a Baixaria é Contra a Cidadania", contra o baixo nível da qualidade da programação de TV no Brasil. Além disso, o programa perdeu a liderança para o Domingão do Faustão. Manzoni também estava insatisfeito com o fato de dividir a direção com Maurício Nunes e por discordar do uso maior do jornalismo e da redução dos shows no Domingo Legal.
A saída de Manzoni aconteceu dias antes do dominical exibir uma falsa entrevista em que pessoas que se passaram por integrantes do Primeiro Comando da Capital faziam diversas ameaças. O diretor acabou voltando ao Domingo Legal no dia 25 de setembro de 2003, após atender um apelo do próprio Silvio Santos, dono do canal. Com o seu retorno, o programa só passou a ter jornalismo se houvesse algo relevante em tempo real.

### Últimos trabalhos na televisão
Em 2004, Roberto Manzoni assumiu a direção do Jogo da Vida, de Márcia Goldschmidt, quando a Band tentou entrar na guerra de audiência aos domingos. Em 2005, estreou como apresentador, comandando o O Poderoso Magrão, na TV Gazeta.
Ainda em 2005, lançou o livro autobiográfico Os Bastidores da Televisão Brasileira, onde conta as suas histórias à frente de programas de televisão.
Retornou ao SBT em 2007, onde dirigiu o relançamento do Viva a Noite, dessa vez comandado por Gilmelândia. Em 2008, dirigiu a reestreia do Programa Silvio Santos.
Manzoni deixou o Domingo Legal em definitivo em 2016, já sob o comando de Celso Portiolli. Ele também dirigia o Sabadão, outra atração comandada pelo apresentador. O diretor se retirou da emissora para cuidar da saúde. Em 2018, Manzoni passou uma semana internado para tratar de uma pneumonia.

### Carreira musical
Manzoni também teve carreira como produtor musical e compositor. Seu nome aparece como produtor do álbum Provocante, do Dominó. Também é creditado como compositor de músicas cantadas por Gugu Liberato, como A Dança da Galinha Azul, Fio Dental e Marcha da Bicharada. Assinou a direção do álbum Gugu para Crianças, de 2002.
Aparece como compositor de Pensamento Verde, do grupo Molejo, mas essa autoria foi contestada por Antonio Scarpellini, que entrou em uma ação criminal contra as gravadoras Warner/Continental e BMG/Ariola. Isso porque a canção entrou no disco da BMG, mas sob a autoria de Manzoni.

### Na política
Tentou a carreira política uma única vez, em 2006, quando candidatou-se a deputado federal pelo Partido Democrático Trabalhista. Recebeu 1.605 votos.

## Morte
Manzoni faleceu na madrugada de 10 de novembro de 2023, aos 74 anos de idade. A causa da morte não foi informada. Seu corpo foi enterrado no Cemitério Municipal Bela Vista, em Osasco, na Grande São Paulo.